# Augustin Barruel
Augustin Barruel (Villeneuve-de-Berg, 2 ottobre 1741 – Parigi, 5 ottobre 1820) è stato un gesuita, saggista e scrittore francese.

## Biografia
Augustin Barruel nacque il 2 ottobre 1741, figlio di un luogotenente del podestà di Vivarais. 
Terminati gli studi, entrò a far parte della Compagnia di Gesù. 
Negli anni della persecuzione dei gesuiti si recò in Austria dove pronunciò i primi voti, quindi alcuni anni in Boemia, poi in Moravia e quindi a Vienna, dove fu professore nel collegio Teresiano, e in Italia e a Roma. 
Dopo la soppressione del suo Ordine ritornò in Francia, ove si dedicò allo studio della filosofia e della storia, pubblicando opere che, sebbene di più volumi, raggiunsero la quinta edizione.
Dal 1788 al 1792 diresse il Journal ecclésiastique. Nel prenderne la direzione, scrisse ai lettori: 
"Noi sentiamo tutto il peso e tutta l'estensione dei doveri che c'imponiamo. Noi prevediamo con spavento tutta la assiduità che esigono e ci interdiciamo, d'ora innanzi, ogni occupazione che potesse distrarcene. Ma consacrati per vocazione al culto del vero Dio, alla difesa delle nostre sante verità, oh! come questi medesimi doveri ci diventano cari! Si, questo aspetto sotto il quale ci piace considerare le nostre funzioni di giornalista cattolico, ce le rende preziose".
Fu uno dei più feroci oppositori dell'illuminismo e della massoneria, al punto che negli anni della Rivoluzione fu costretto a ripetuti cambi di domicilio per sfuggire al mandato d'arresto; dopo il 10 agosto 1792, all'epoca del Terrore, dovette sospendere la pubblicazione del suo giornale e fuggire in Normandia, e di lì in Inghilterra. 
A Londra compose alcune sue opere controrivoluzionarie, tra cui, nel 1794, una Storia del Clero di Francia durante la Rivoluzione, e concepì il piano del suo magnum opus, le famose Memorie per la storia del giacobinismo (Mémoires pour servir à l'Histoire du Jacobinisme), di cui pubblicò i primi due volumi nel 1796, dopo quattro anni di lavori preparatori. 
Nel 1798 furono ristampati ad Amburgo accompagnati da un terzo volume intorno alla setta degli Illuminati. 
Dell'8 luglio 1800 è un suo avviso favorevole alla legittimità della promessa di fedeltà alla Costituzione, che, con decreto 18 dicembre 1799, aveva sostituito i giuramenti anteriori di fedeltà. Successivamente anche il Moniteur, e poi il consiglio arcivescovile di Parigi si pronunciarono a favore. 
Ciò sembrò ad alcuni un'adulazione di Napoleone, peraltro da Barruel additato come "il flagello di Dio", ma in realtà egli non abbandonò mai la posizione legittimista: 
"Se tutti i principi d'Europa riconoscessero la Repubblica, io non voglio per questo che Luigi XVIII sia meno il vero erede di Luigi XVI. Io sono francese. Il consenso degli altri sovrani su questo oggetto è per me tanto nullo quanto quello dei Giacobini; esso può bensì diminuire la mia speranza, togliere i mezzi, ma non distrugge per nulla il diritto"
Rientrato a Parigi nel 1802, diede vita a importanti imprese editoriali di matrice cattolica e legittimista. 
Nel 1803 pubblicò, ad Amburgo, i due ultimi volumi della Storia del Giacobinismo, e a Parigi il trattato in difesa del Concordato Il Papa e il suo diritto regale alla stipula del Concordato. 
Nel 1810 fu fatto incarcerare da Napoleone per il sospetto di aver propagato il Breve di Pio VII nell'affare del cardinale Maury. Fu nuovamente perseguitato durante i Cento Giorni. 
Nel 1818, due anni prima della sua morte, pubblicò a Lione, presso Tèodoro Pitrat, una seconda edizione "riveduta e corretta dall'autore" della sua opera principale. Morì nella casa paterna a Villanova de Bery il 5 ottobre 1820.

### Libri e saggi
- (FR)  Ode sur le glorieux avènement de Louis-Auguste au trône, présenté à la Reine, Paris, Valade, 1774.
- (FR)  Traduction du latin de M. l'abbé Boscovich, Les Éclipses, poème en six chants, Paris, Valade et Laporte, 1779.
- (FR)  Les Helviennes, ou Lettres provinciales philosophiques, Amsterdam et Paris, Laporte, 1781 ; Amsterdam et Paris, Moutard, 2 vol., 1784 et 3(e) vol., 1784-1785 ; Amsterdam et Paris, Briant, vol. 4-5, 1788 ; 7 (e) de l'Assemblée nationale, ou bien, Réfutation d'un ouvrage ayant pour titre : "Du Divorce", Paris, Crapart, 1789.
- (FR)  Le Patriote véridique, ou discours sur les vraies causes de la révolution actuelle, Paris, Crapart, 1789.
- (éd.) Le Plagiat du Comité soi-disant ecclésiastique de l'Assemblée nationale, ou Décret de Julien l'Apostat, formant les bases de la Constitution civile du Clergé français, suivi des représentations de saint Grégoire de Nazianze, Antioche et Autun, Imprimerie impériale, 1790.
- (FR)  Les Vrais Principes sur le mariage, opposés au rapport de M. Durand de Maillane et servant de suite aux lettres sur le divorce, Paris,  Crapart, 1790.
- (FR)  De la conduite des curés dans les circonstances présentes. Lettre d'un curé de campagne à son confrère, député à l'Assemblée nationale, sur la conduite à tenir par les pasteurs des ames, dans les affaires du jour, Paris, Crapart, [1790].
- (FR)  Développement du serment exigé des prêtres en fonction par l'Assemblée nationale, Paris, Craparad, 1790.
- (FR)  Question nationale sur l'autorité et sur les droits du peuple dans le gouvernement, Paris, Craparad, 1791.
- (FR)  Question décisive sur les pouvoirs ou la juridiction des nouveaux pasteurs, Paris, Crapart, 1791.
- (FR)  Développement du second serment appelé civique, décrété le 16 et le 29 novembre 1791, Paris, Crapard, [1791] ; Pergamon press, « Les archives de la Révolution française », 1989.
- (FR)  Préjugés légitimes sur la constitution civile du clergé et sur le serment exigé des fonctionnaires publics, Paris, Crapart, [1791].
  - Ed it. Della condotta tenuta dal Papa nelle presenti circostanze di Francia, Roma, s.e., 1791.
- (FR)  (éd.) Collection ecclésiastique ou recueil complet des ouvrages faits depuis l'ouverture des états généraux, relativement au clergé, à sa constitution civile, décrétée par l'Assemblée Nationale, sanctionnée par le roi, Paris, Crapart, 1791-1793.
- (FR)  Lettre pastorale de M. l'évêque d'Evreux, a ses diocésains. En leur adressant l'Apologie de la conduite du Pape, dans les circonstances présentes, Paris, Crapart, 1792.
- (FR)  Histoire du clergé pendant la Révolution française, Londres, J. Debrett, 1793 ; Ferrare, Pomatelli, 1794 ; Londres et Anvers, C.-H. de Vos, 1794 ; Londres et Paris, 1797.
- (FR)  Histoire du clergé pendant la révolution française, 2 vol., Londres et Paris, Chez les libraires, 1797.
- Memorie per la storia del giacobinismo (Mémoires pour servir à l'histoire du jacobinisme, Hambourg, 5 vol., P. Fauche, 1798-1799)
  - Ed. it. Memorie per la storia del giacobinismo, 1802
  - Memorie per servire alla storia del giacobinismo, Napoli, 1850.
  - Storia del giacobinismo. Massoneria e illuminati di Baviera, Carmagnola, trad. Pietro Barbiè, 1852; riedito con una prefazione di Albert Cesaro Ambesi, Carmagnola, G. Oggero, 1989.
  - Gli Illuminati di Baviera, Oscar Mondadori, Milano 2004, ISBN 88-04-53804-X.
- (FR)  Abrégé des Mémoires pour servir à l'histoire du jacobinisme, 2 vol., Londres, P. Le Boussonnier, 1798, 1799 ; Luxembourg, 1800 ; Hambourg, P. Fauche, 1800, 1801 ; Paris : A. Le Clère, 1817.
- (FR)  Lettres d'un voyageur à l'abbé Barruel, ou nouveaux documents pour ses mémoires, nouvelles découvertes faites en Allemagne, anecdotes sur quelques grands personnages de ce pays, chronique de la secte, etc. (1° juin-1º novembre 1799), Londres, Dulau, 1800.
- (FR)  Du Pape et de ses droits religieux, à l'occasion du Concordat, 2 vol., Paris, Crapart, 1803.
- (FR)  Trois propositions sur l'Église de France, établie en vertu du concordat, Londres, J. Booker, [1804].
- (FR)  Du Principe et de l'obstination des Jacobins, en réponse au sénateur Grégoire, Paris, 1814
  - Ed. it. Del principio e della ostinazione dei Giacobini; risposta dell'abate Barruel al senator Gregoire, Torino, Galletti, 1814.
- (FR)  Réplique pacifique aux trois avocats de M. le sénateur Grégoire, Paris, [s. n.], 1814.
- (éd.) (FR)  Recueil précieux pour les historiens de ce temps, ou choix de brochures et de pamphlets sur les personnages et les événements de la Révolution à dater de la première abdication de Buonaparte jusqu'au moment présent, 4 vol., Paris, Chez les marchands de nouveautés, 1815.
- (FR)  Réponse a l'avocat de la Petite-Église, Laval, Portier, [1818].
- (FR)  Lettres inédites de Barruel à son retour d'exil (1802-1806), publiées par Abel Dechêne, Aubenas, C. Habauzit, 1923.